# Lophostemon confertus
Lophostemon confertus är en myrtenväxtart som först beskrevs av Robert Brown, och fick sitt nu gällande namn av Peter G.Wilson och John Teast Waterhouse. Lophostemon confertus ingår i släktet Lophostemon och familjen myrtenväxter. Inga underarter finns listade i Catalogue of Life.

## Bildgalleri

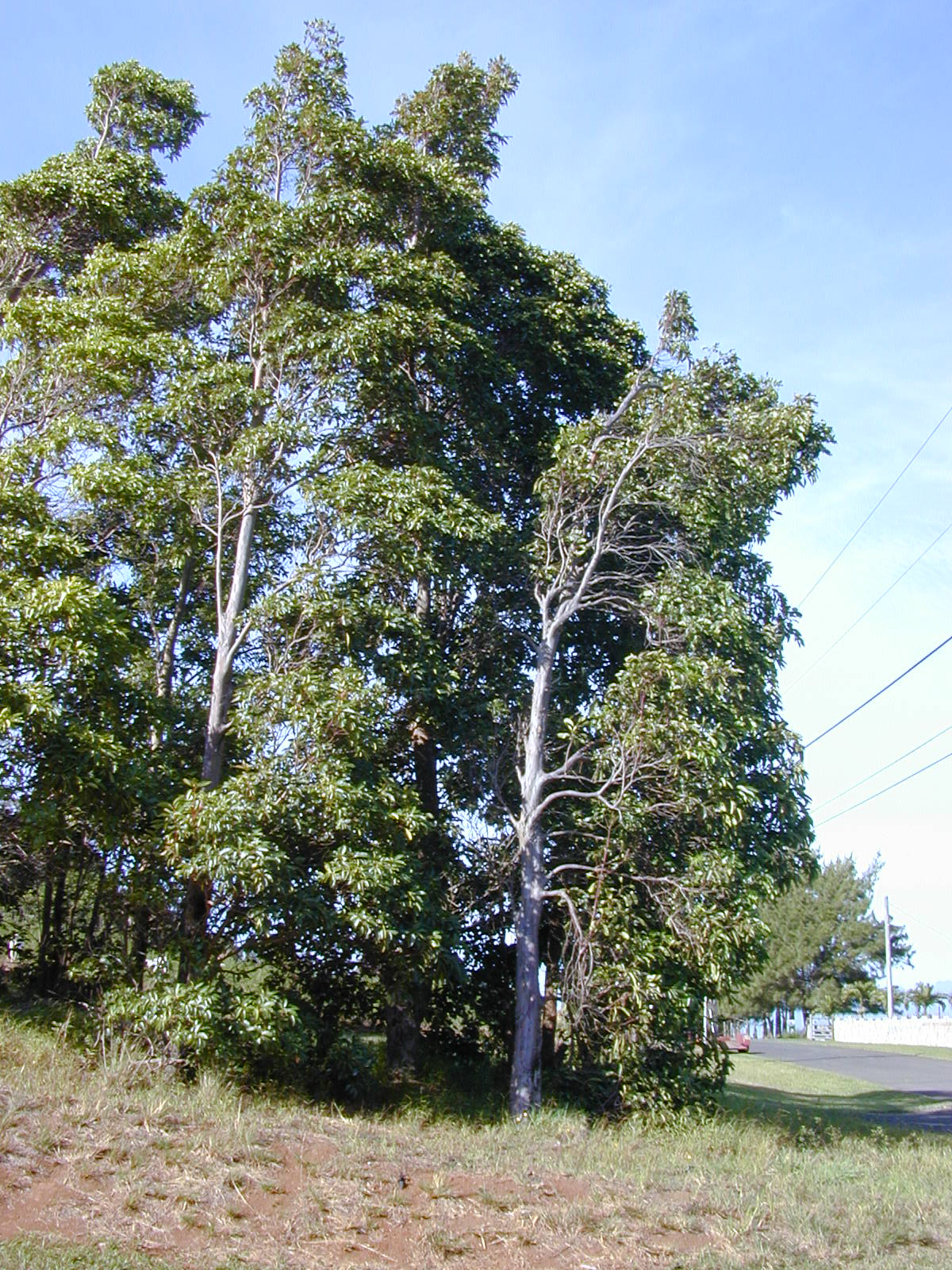
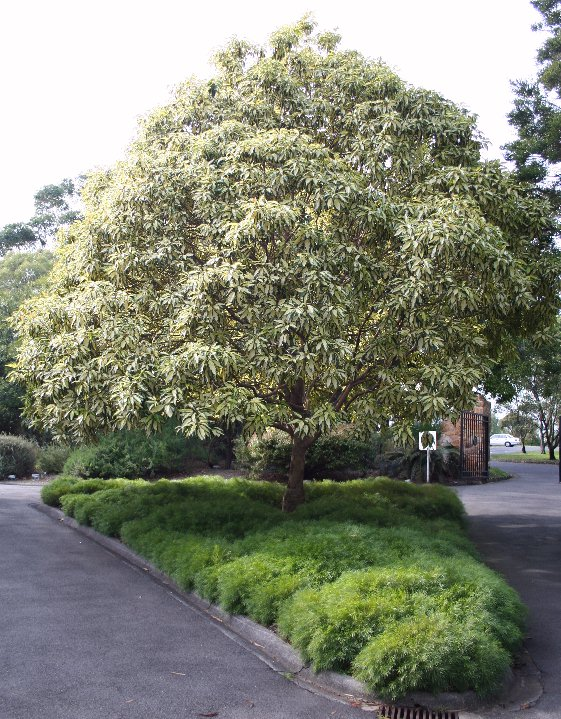
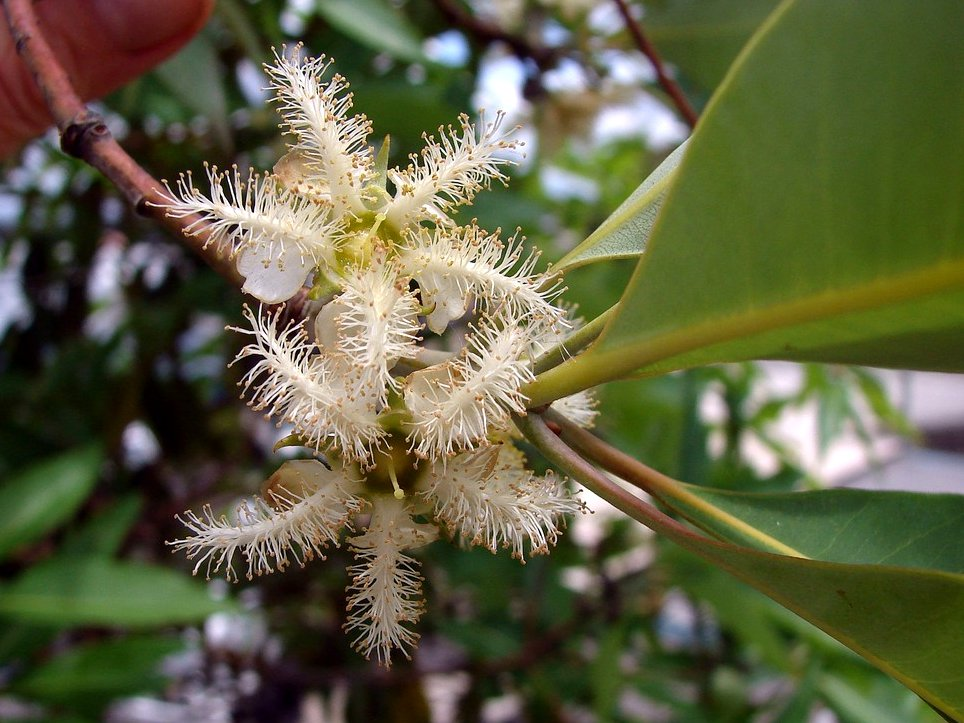
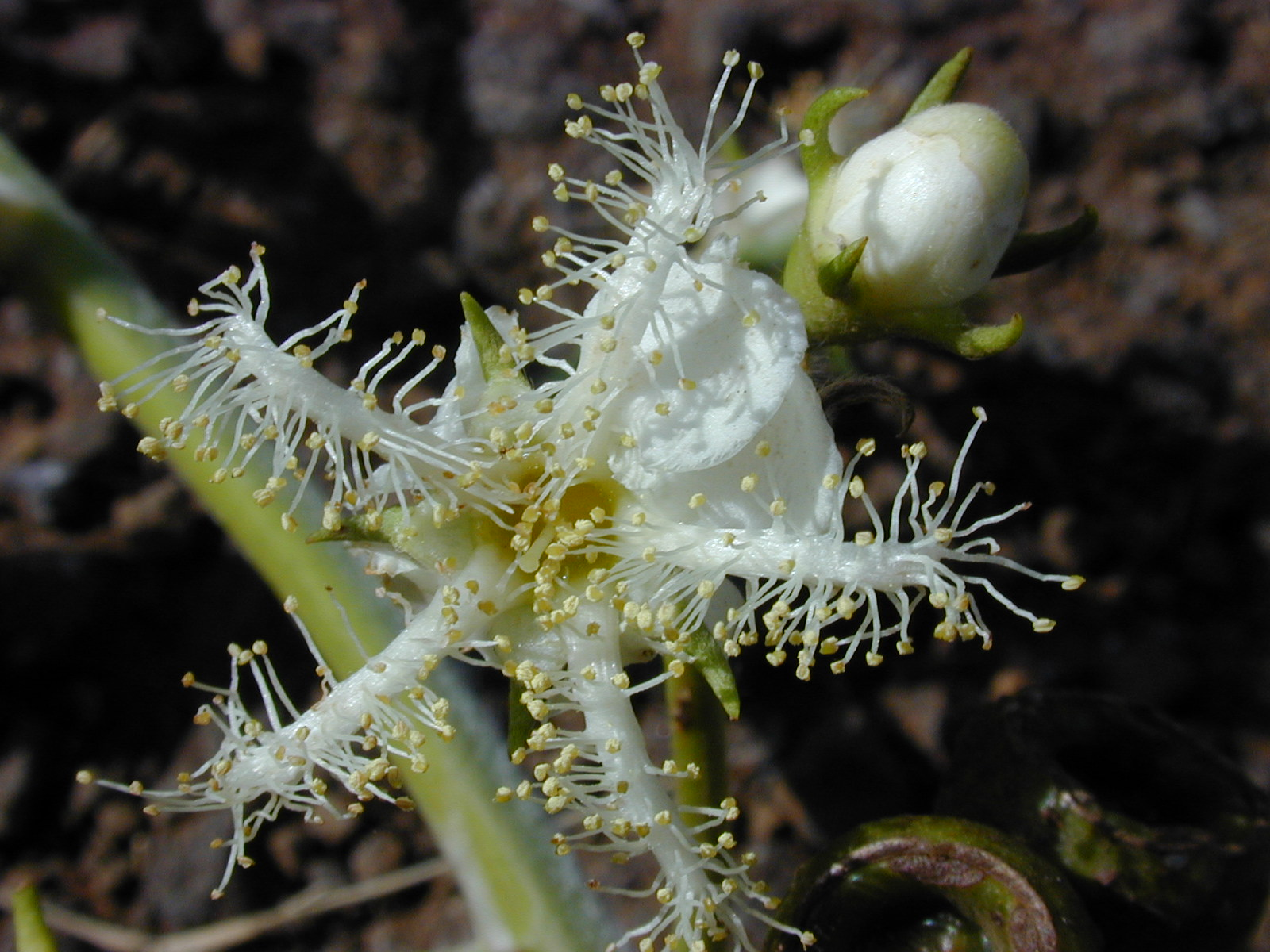
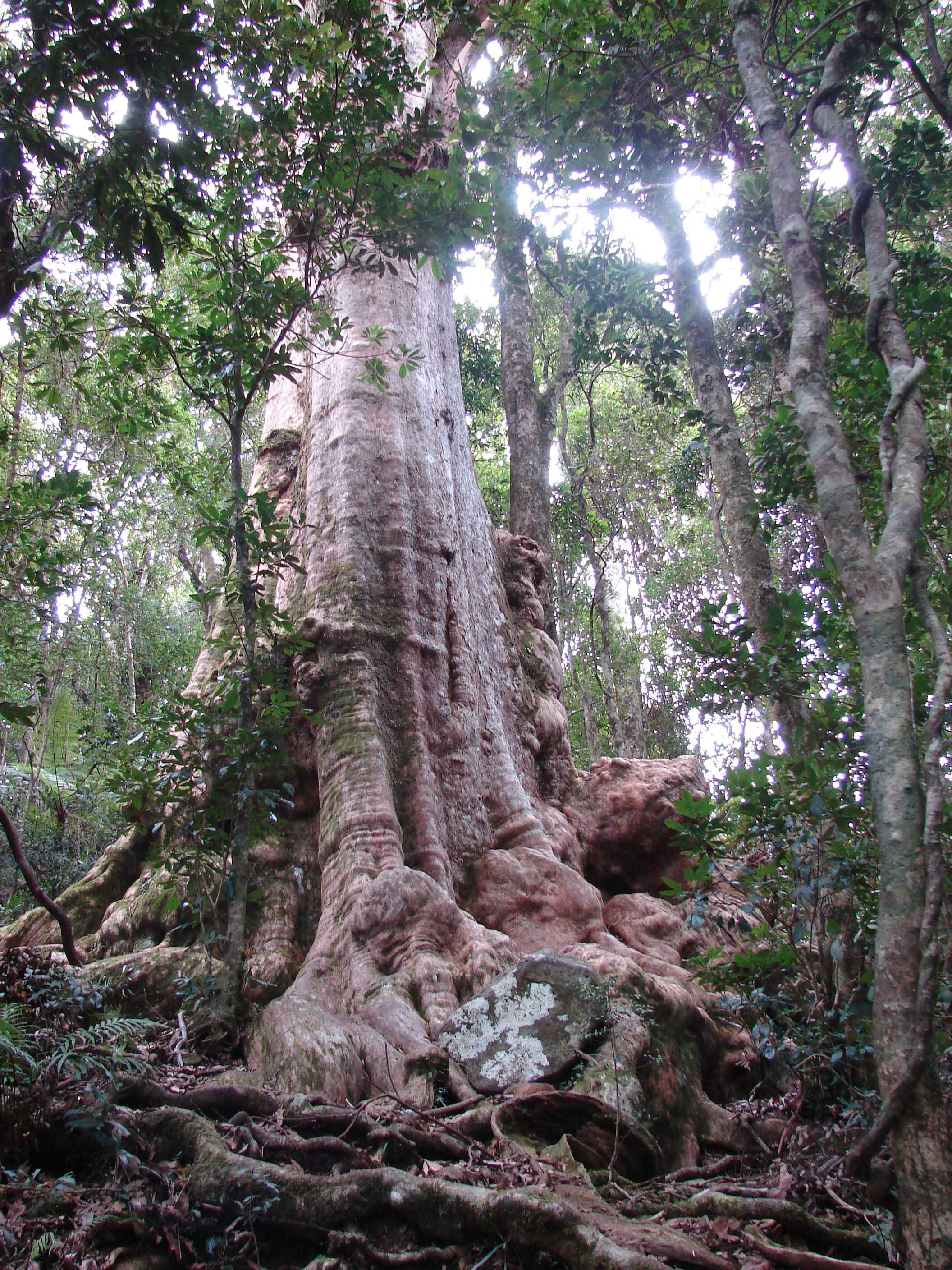
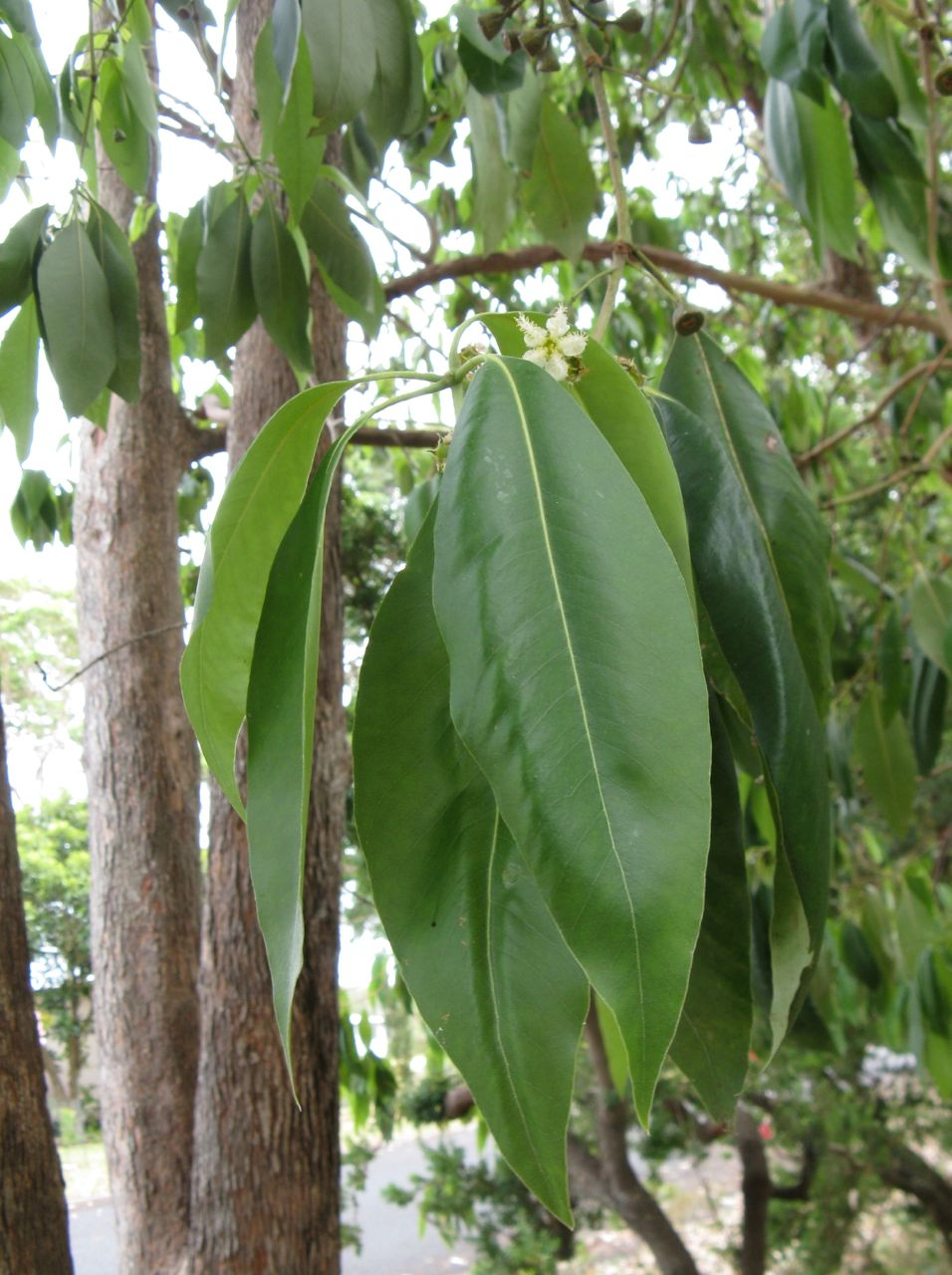